# Почапинецька сільська рада (Чемеровецький район)
Почапине́цька сільська́ ра́да — колишня адміністративно-територіальна одиниця та орган місцевого самоврядування в Чемеровецькому районі Хмельницької області. Адміністративний центр — село Почапинці.

## Загальні відомості
- Територія ради: 3,418 км²
- Населення ради: 1 338 осіб (станом на 2001 рік)
- Територією ради протікає річка Жванчик

## Історія
Хмельницька обласна рада рішенням від 23 червня 2004 року у Чемеровецькому районі уточнила назву Почапинської сільської ради на Почапинецьку.

## Населені пункти
Сільській раді підпорядковані населені пункти:
- с. Почапинці
- с. Садове

## Склад ради
Рада складається з 16 депутатів та голови.
- Голова ради:

### Депутати
За результатами місцевих виборів 2010 року депутатами ради стали:

#### За суб'єктами висування
| Суб'єкт висування | Кількість обраних депутатів | %   |
| ----------------- | --------------------------- | --- |
| Самовисування     | 16                          | 100 |

#### За округами
| № округу | Прізвище, ім'я, по батькові       | Дата визнання обраним | Освіта             | Партійна приналежність                        | Відомості про обраного депутата                       |
| -------- | --------------------------------- | --------------------- | ------------------ | --------------------------------------------- | ----------------------------------------------------- |
| 1        | Вільчик Василь Миколайович        | 04.11.2010            | вища               | член Всеукраїнського об'єднання «Батьківщина» | Сільська рада, землемір                               |
| 2        | Чорна Тетяна Василівна            | 04.11.2010            | середня спеціальна | позапартійна                                  | Зарічанський ринок, головний бухгалтер                |
| 3        | Генсіровський Олександр Євгенович | 15.11.2010            | вища               | член Всеукраїнського об'єднання «Батьківщина» | Чемерівці, директор ветеринарної медицини             |
| 4        | Танасова Галина Іванівна          | 15.11.2010            | середня спеціальна | позапартійна                                  | Сільська рада, технічний працівник                    |
| 5        | Кучмій Ольга Олександрівна        | 04.11.2010            | середня спеціальна | позапартійна                                  | фельдшерсько-акушерський пункт, медсестра             |
| 6        | Мельник Віталій Олександрович     | 04.11.2010            | вища               | позапартійний                                 | пенсіонер                                             |
| 7        | Загородна Олена Анатоліївна       | 04.11.2010            | вища               | позапартійна                                  | Чемеровецька РДА, юрист                               |
| 8        | Люлько Тетяна Іванівна            | 04.11.2010            | середня спеціальна | позапартійна                                  | тимчасово не працює                                   |
| 9        | Загородна Оксана Михайлівна       | 04.11.2010            | вища               | позапартійна                                  | тимчасово не працює                                   |
| 10       | Танасова Анжела Іванівна          | 04.11.2010            | вища               | позапартійна                                  | Дитячий садок «Берізка», вихователька                 |
| 11       | Бойко Альона Анатоліївна          | 04.11.2010            | вища               | позапартійна                                  | Чемерівці, спецуправління соціального захисту         |
| 12       | Павлунишин Анатолій Федорович     | 04.11.2010            | вища               | позапартійний                                 | пенсіонер                                             |
| 13       | Гринчук Світлана Олександрівна    | 04.11.2010            | вища               | позапартійна                                  | Чемерівці, начальник відділу3 ДПІ                     |
| 14       | Григораш Іван Валентинович        | 04.11.2010            | середня            | позапартійний                                 | пенсіонер                                             |
| 15       | Табакова Наталія Іванівна         | 04.11.2010            | середня спеціальна | позапартійна                                  | фельдшерсько-акушерський пункт с. Садове, завідувачка |
| 16       | Тетерук Валентина Петрівна        | 04.11.2010            | вища               | позапартійна                                  | Сільська рада, головний бухгалтер                     |